# Juku Pent
Juku Pent (* 20. November 1918 in Jäneda, Estland; † 16. Oktober 1991 in Sonthofen) war ein deutscher Skilangläufer.

## Werdegang
Juku Pent wurde im estnischen Dorf Jäneda geboren und besuchte dort bis 1936 die Jäneda Sovhoostehnikum. Anschließend ging er zur Eesti sõjakooli und 1940 besuchte er die Neweklausis ohvitseride kooli. Während des Zweiten Weltkrieges trat er den deutschen Truppen bei und wurde an einem Tag mit dem Eisernen Kreuz I. und II. Klasse ausgezeichnet. Zum 30. Oktober 1944 wurde er zum SS-Untersturmführer befördert.
Mit dem Skilanglauf begann er 1931 in Jäneda und wurde 1936 Meister des Landkreises und Medaillengewinner bei den estnischen Jugendmeisterschaften. Nach dem Krieg zog Pent nach Westdeutschland. Dort trat er dem Skiclub Sonthofen. Nachdem er bei den Deutschen Meisterschaften 1949 Silber über 18 km und Bronze mit der Staffel gewonnen hatte, wurde Pent ein Jahr später Meister mit der Staffel sowie über 35 km. Bei den Olympischen Winterspielen 1952 in Oslo belegte Pent im 50 Kilometer-Rennen den 26. Platz.
Nach seiner Karriere spezialisierte sich Pent auf Skiwachs und war bei den Olympischen Winterspielen 1964 und 1968 Wachstechniker der deutschen Delegation.